# 德維塔基峰
德維塔基峰（英語：Devetaki Peak）是南極洲的山峰，位於葛拉漢地，屬於奧斯塔嶺的一部分，處於許馬爾峰西南面7.42公里，海拔高度1,100米，以保加利亞北部的鄉鎮命名。

## 外部連結

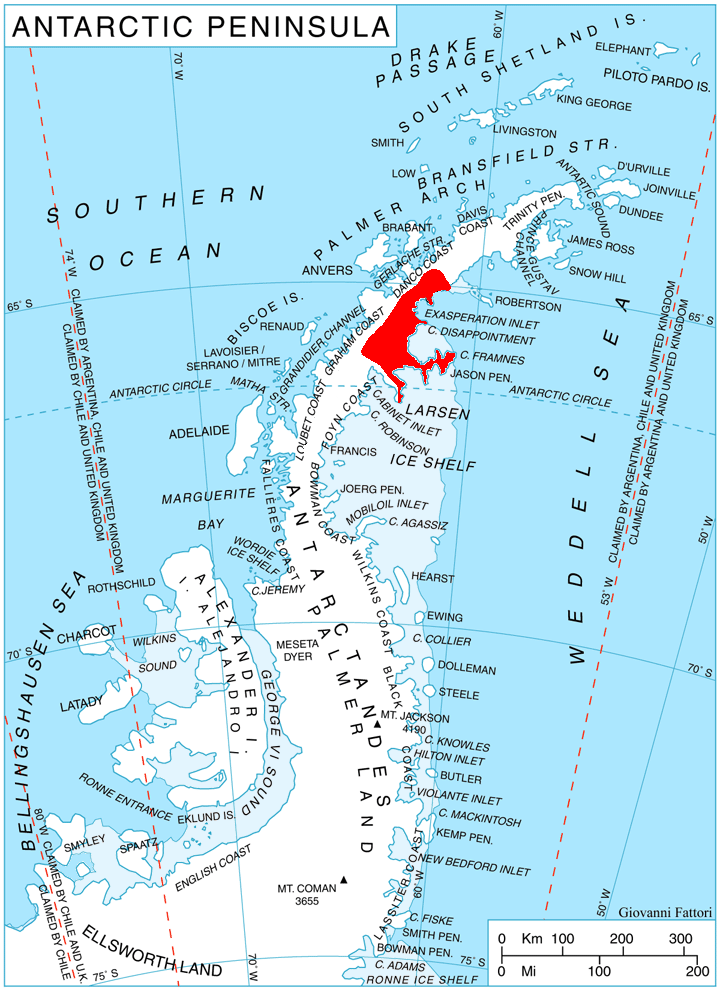

- Devetaki Peak. （页面存档备份，存于） SCAR Composite Antarctic Gazetteer.

65°17′43″S 62°18′00″W / 65.29528°S 62.30000°W